# Prix littéraires du Gouverneur général 1980
Liste des Prix littéraires du Gouverneur général pour 1980, chacun suivi des finalistes.

## Français

### Prix du Gouverneur général: romans et nouvelles de langue française
- Pierre Turgeon, La Première Personne
- Gilbert LaRocque, Les Masques
- Hélène Ouvrard, La Noyante

### Prix du Gouverneur général: poésie ou théâtre de langue française
- Michel Van Schendel, De l'œil et de l'écoute
- Nicole Brossard, Amantes
- Gilles Cyr, Ce lieu

### Prix du Gouverneur général: études et essais de langue française
- Maurice Champagne-Gilbert, La Famille et l'homme à délivrer du pouvoir
- Jean-Luc Hétu, Croissance humaine et instinct spirituel
- Yvan Lamonde, La Philosophie et son enseignement au Québec

## Anglais

### Prix du Gouverneur général: romans et nouvelles de langue anglaise
- George Bowering, Burning Water
- Susan Musgrave, The Charcoal Burners
- Leon Rooke, Fat Woman

### Prix du Gouverneur général: poésie ou théâtre de langue anglaise
- Stephen Scobie, McAlmon's Chinese Opera
- Douglas Lochhead, High March Road

### Prix du Gouverneur général: études et essais de langue anglaise
- Jeffrey Simpson, Discipline of Power: The Conservative Interlude and the Liberal Restoration
- John Fraser, The Chinese: Portrait of a People
- Donald MacKay, Scotland Farewell: The People of the Hector